# Psittacanthus ovatus
Psittacanthus ovatus är en tvåhjärtbladig växtart som beskrevs av Kuijt. Psittacanthus ovatus ingår i släktet Psittacanthus och familjen Loranthaceae. Inga underarter finns listade i Catalogue of Life.